# Bocas del Dragón
Las Bocas del Dragón  o simplemente Boca del Dragón (en inglés: Dragon's Mouths) es el nombre de una serie de estrechos que separan el golfo de Paria del mar Caribe se encuentra en aguas divididas entre Venezuela y Trinidad y Tobago. Hay cuatro Bocas, de oeste a este son:
- La Boca Grande que separa Chacachacare de la península de Paria de Venezuela. La frontera internacional entre Trinidad y Tobago y Venezuela, se extiende a través de este estrecho.
- La Boca de Navios que separa las islas de Chacachacare y Huevos.
- La Boca de Huevos que separa las islas de Huevos y Monos.
- La Boca de Monos que separa la isla de monos de la península de Chaguaramas en la isla de Trinidad.

Se localiza específicamente en las coordenadas geográficas 10°45′00″N 61°46′00″O / 10.75000, -61.76667.